# Syllepte trifidalis
Syllepte trifidalis là một loài bướm đêm trong họ Crambidae.